# Szejch Wali
Szejch Wali (perski: شيخ ولي) – wieś w Iranie, w ostanie Azerbejdżan Wschodni. W 2006 roku miejscowość liczyła 763 mieszkańców w 193 rodzinach.